# مارغريت نيفنسون
مارغريت وين نيفنسون (من عائلة جونز؛ 11 يناير 1858 - 8 يونيو 1932) كانت ناشطة بريطانية في حملة المناداة بحقوق النساء في الاقتراع.
كانت نيفنسون واحدة من النسويات اللواتي انفصلن عن الاتحاد الاجتماعي والسياسي للنساء في عام 1907 لتشكيل جمعية حرية المرأة. كتبت العديد من المقالات لصالح مجلة جمعية حرية المرأة بعنوان «التصويت»، وكتبت أيضًا العديد من الكتيبات النسوية بما في ذلك «تاريخ حركة المناداة بحقوق المرأة في الاقتراع: 1908-1912»، و«النسويات القديمات»، و«الطفل المدلل والقانون». كانت نيفنسون أيضًا أول امرأة تُعين قاضية للسلام في لندن، بالإضافة إلى خدمتها أمينة لقانون إعانة الفقير.

## نشأتها
ولدت نيفنسون باسم مارغريت وين جونز في فيكرج هاوس في لور تشيرش غيت، ليستر، في 11 يناير 1858. والداها هما القس تيموثي جونز (نحو 1813-1873/4) وزوجته ماري لويزا (نحو 1830-1888). والدها، القس لكنيسة سانت مارغريت في ليستر، كان عالِمًا للأدب الكلاسيكي، علمها اللاتينية واليونانية إلى جانب خمسة من إخوتها. كانت لدى والدتها وجهة نظر أكثر تقليدية حول الأنشطة المناسبة لابنتها الوحيدة. تلتها فترة قصيرة وغير سعيدة في مدرسة راهبات أنجليكانية في أكسفورد، تلتها مدرسة تحضيرية في باريس.
زاد موت والدها المفاجئ من رغبة مارغريت في العيش باستقلالية. حاولت العمل مدرّسة منزلية، ثم ذهبت إلى كولونيا لتكون معلمة متدربة في عائلة لأحد الأساتذة. في أوائل الثمانينات من القرن التاسع عشر، أصبحت معلمة للأدبيات الكلاسيكية في مدرسة ساوث هامبستيد هاي سكول في لندن. درست أيضًا لاجتياز امتحانات في التربية والألمانية واللاتينية، وأصبحت واحدة من 63 امرأة حصلن على لقب وشهادة «ليدي ليتريت إن آرتس» في عام 1882 من جامعة سانت أندروز. بين عامي 1882 و1883، أخذت دورة إضافية من محاضرات في اللغة الإنجليزية قدمها هنري مورلي في جامعة كوليج لندن.
في 18 أبريل 1884 في لندن، تزوجت مارغريت من صديق طفولتها، الصحفي هنري وود نيفنسون (1856-1941). قضوا عامًا في ألمانيا، حيث درس هنري في جامعة يينا بينما عاودت مارغريت تدريس اللغة الإنجليزية. ولدت ابنتهما (ماري) فيليبا، التي أصبحت موسيقية موهوبة، في ألمانيا. بعد العودة إلى لندن (بتشجيع من صموئيل وهنريتا بارنت)، انتقلوا للعيش في شقق لعمال في وايتشابل. عملت مارغريت في إعطاء دروس اللغة الفرنسية المسائية في توينبي هول وقدمت مساعدتها في نادٍ للفتيات في كنيسة القديس يهوذا. ثم أصبحت جامعة للإيجارات في منازل الحرفيين.
في عام 1887، انتقلت عائلة نيفنسون إلى هامبستيد. وُلد ابنهما في أغسطس 1889، وهو الفنان كريستوفر ريتشارد وين نيفنسون. تصف سيرته الذاتية نشأته كجزء من نخبة هامبستيد الفكرية. كانت والدته دائمًا «رائدة»، من خصلات شعرها المقصوصة وكراهيتها لستائر الدانتيل إلى تبنيها للفن الحديث والنظرة الأوروبية والالتزام بالعدالة الاجتماعية.
في عام 1901، اشترت العائلة منزلًا في داونسايد كريسنت، هافرستوك هيل، حيث عاشت مارغريت بقية حياتها. في ذلك الوقت، سارت حياة مارغريت وهنري على مسارات منفصلة، وذلك لا سيما بسبب عمل هنري في الصحف الليلية. أصبح هنري أيضًا مراسل حرب، لذا تكرر ابتعاده لعدة أشهر. عانى زواجهما إلا أنهما لم ينفصلا رسميًا.